# District de Jiujiang
Pour les articles homonymes, voir Jiujiang (homonymie).
Le district de Jiujiang (鸠江区 ; pinyin : Jiūjiāng Qū) est une subdivision administrative de la province de l'Anhui en Chine. Il est placé sous la juridiction de la ville-préfecture de Wuhu.